# Grote Markthal (Boedapest)

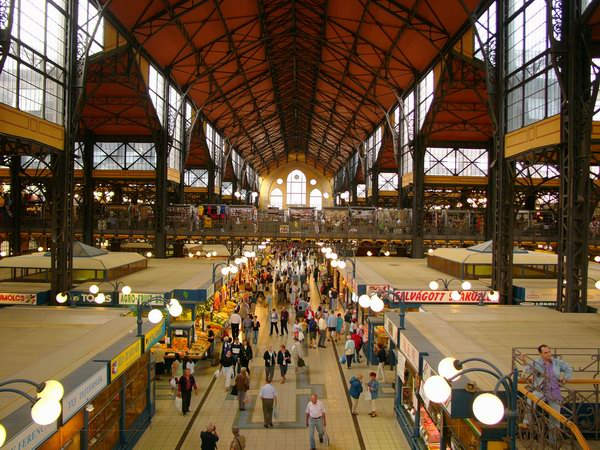
Interieur van de grote markthal

De Grote Markthal (Hongaars: Nagycsarnok) van Boedapest ligt aan het Fővám tér in het 9e district. Het is de grootste overdekte markt van Boedapest en is ook een belangrijke toeristische attractie. Het gebouw is ontworpen door Samu Pecz (1854-1922) en werd in 1897 ingehuldigd.
De markthal herbergt 180 winkels die vooral levensmiddelen verkopen: groenten, fruit, vlees, kaas, vis etc. Men vindt er de bekende paprika, tokaji aszú en kaviaar. Vooral de paprika is er in vele soorten, kleuren en maten. Boven in de hal zijn vooral toeristenwinkels gevestigd, waar beschilderde eieren, T-shirts, fotoboeken en tafelkleden gekocht kunnen worden.